# تئو نیکسن
تئو نیکسن (هلندی: Theo Nikkessen؛ زادهٔ ۱۸ اوت ۱۹۴۱) دوچرخه‌سوار اهل هلند است.